# Casa Lajos Czermák
Casa Lajos Czermák este o clădire istorică situată pe Strada Episcop Alexandru Bonnaz, nr. 12 din Timișoara.
Face parte din Situl urban „Fabric” (II), monument istoric cod LMI TM-II-s-B-06097.

## Istorie
Autorizația de construcție pentru clădire a fost emisă la data de 17 mai 1902, clădirea fiind finalizată în decursul anului 1902.
Conform ediției din anul 1915 a Busolei Financiare Maghiare (în maghiară: Magyar Pénzügyi Compass), Lajos Czermák era secretar al Băncii de Economii din Timișoara (în maghiară: Temesvárvárosi takarékpénztár rt.; în germană: Temesvár-Städtische Sparkassa A.G.).

## Descriere
Clădirea este realizată în stil eclectic istoricist, fiind caracterizată de un singur etaj. Aceasta prezintă un colț teșit rezultat în urma intersecției fațadelor, formând o mică fațadă de colț.